# Quentin Harris
Quentin Harris (Detroit, 8 settembre 1970) è un disc jockey statunitense, famoso nel campo della house music.

## Biografia
Quentin Harris nasce l'8 settembre 1970 a Detroit capitale del Michigan e della musica techno, cresce in una famiglia che gli infonde la passione per il funk in particolare per le produzioni targate motown. Impara già all'età di 5 anni a suonare il piano, dopodiché si dedica allo studio della tromba, della batteria e delle percussioni. All'inizio degli anni '90 entra a far parte della scena hip-hop di Detroit come producer con alle spalle già alcune performance in studio per molti artisti tra cui Aretha Franklin ed esibizioni live con la band della zia.
Sarà l'incontro col DJ e proprietario di un negozio di dischi Mike Huckaby a portarlo verso le consolle diventando così anche DJ nei contest di rap che vedono impegnati future stelle della musica internazionale come Eminem e i suoi D12. 
Inizia anche a collaborare con Michael J. Powell che produce un album per Anita Baker insignito con un Grammy. Si trasferisce a New York per collaborare col gruppo Master Minds ed è nell'ambiente newyorkese che inizia un'attività di remixer che lo porta a sfiorare gli ambienti house fino alla conoscenza di Timmy Regisford, dj, ex A&R Motown che lo porta ad intensificare le commissioni di remix. Quentin così diventa un artista solista e con i lavori in collaborazione con Blaze, Leela James, Patti LaBelle e tanti altri mostra tutto il suo talento portandolo verso i massimi livelli di prestigio del mondo house e produzioni proprie su etichette come Defected e NRK, con una consacrazione raggiunta nell'anno 2006 col singolo let's be young considerato uno dei migliori dell'anno per la musica house, successo seguito anche dal Julien Jabre remix